# Maxing-Tänze
Maxing-Tänze (Lavaströmmar), op. 79, är en vals av Johann Strauss den yngre. Den spelades första gången den 6 juli 1850 i Wien.

## Historia

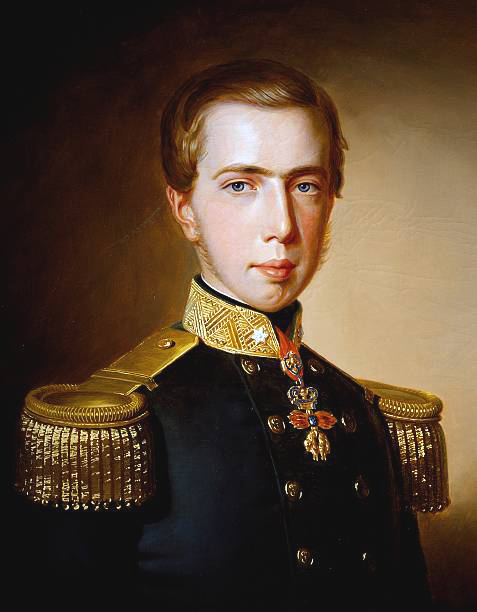
Ärkehertig Maximilian år 1850.

Framsidan av klaverutdraget till Johann Strauss den yngres vals Maxing-Tänze föreställer den schweizinspirerade sommarvillan "Maxing", som hade uppförts för den österrikiske ärkehertigen Maximilian, yngre bror till kejsare Frans Josef. Villan låg i Maxing Park nära Hetzendorferstrasse (idag Maxingstrasse) i förorten Hietzing. Maximilian blev 1864 kejsare av Mexiko, men avrättades tre år senare av den republikanska armén. 
Den 6 juli 1850 firade Maximilian sin 18-årsdag och sin nybyggda villa med en festlig soaré anordnad av staden Hietzing och förmodligen på uppmaning av Ferdinand Dommayer, som var ägare till den närbelägna danslokalen Dommayers Casino där Johann Strauss verkade som dirigent. Strauss och hans orkester var inbjudna av den unge ärkehertigen för att förse sällskapet med underhållning. Strauss måste ha välkomnat uppdraget med öppna armar; under Marsrevolten 1848 hade han stöttat revolutionen och skrivit flera stycken till de revolutionära studenterna och etniska minoriteterna. Efter att revolten slagits ner gjorde Strauss allt för att förringa sin delaktighet och denna inbjudan gav honom en chans att etablera kontakt med en medlem av kejsarfamiljen. Tillsammans med orkestern befann sig Strauss i villans galleri som skimrade av tusentals färgade lampor. På slaget nio tillkännagav trumpeter och pukor ärkehertigens entré. Efter nationalhymnen och diverse tal började Strauss konserten med Beethovens Leonore-ouvertyr. Programmet bestod av "Kröningsmarschen" ur Meyerbeers opera Profeten och två verk av Johann Strauss den äldre - Ferdinand-Quadrille op. 151 och valsen Loreley-Rhein-Klänge op. 154 – samt det första framförandet av valsen Maxing-Tänze.
1955 hade villan förfallit så mycket att den ansågs vara en brandrisk och den revs.

## Om valsen
Speltiden är ca 11 minuter och 54 sekunder plus minus några sekunder beroende på dirigentens musikaliska tolkning.

## Weblänkar
- Dynastin Strauss 1850 med kommentarer om Maxing-Tänze.
- Maxing-Tänze i Naxos-utgåvan.